# 암석학

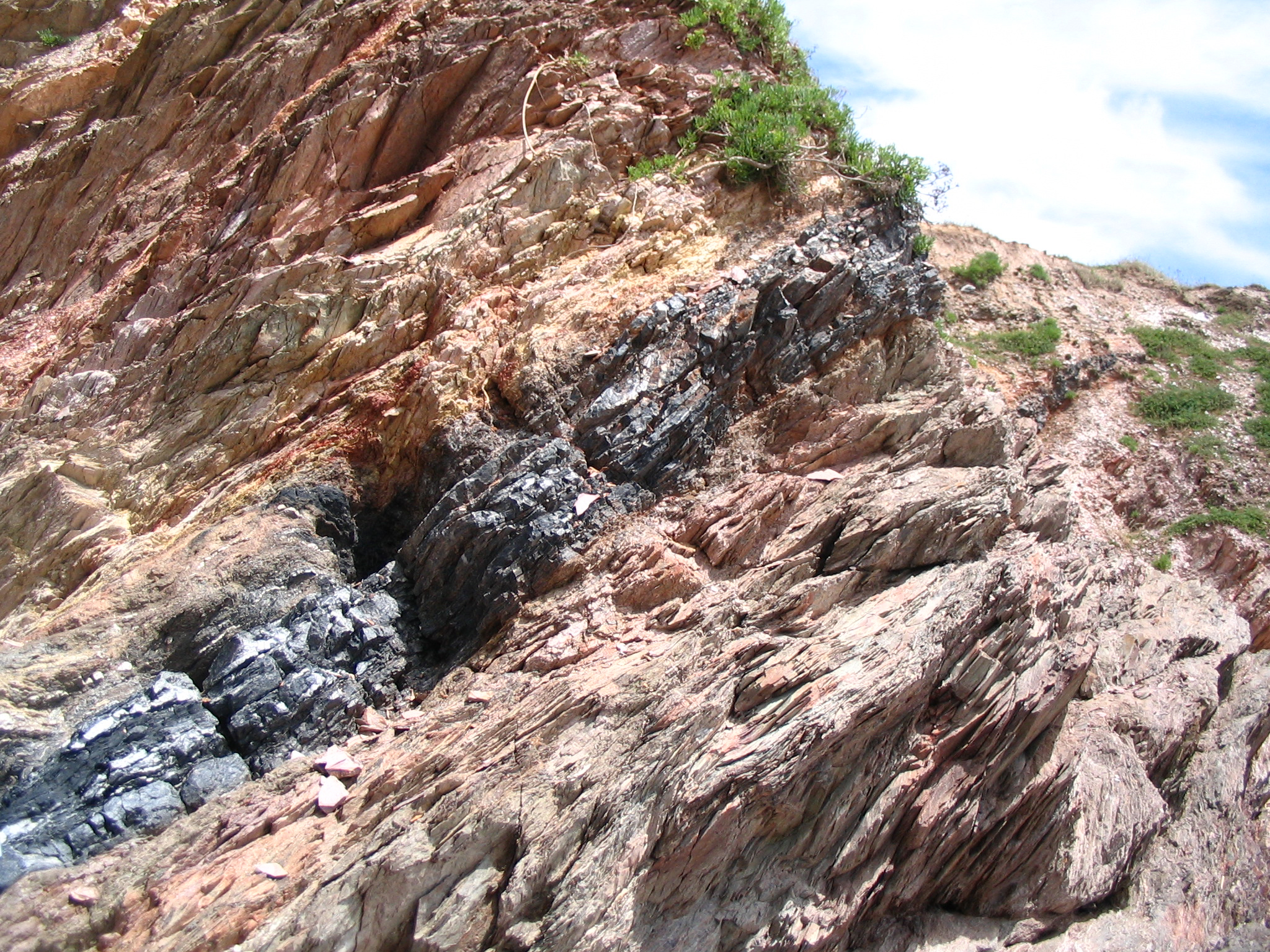

암석학(岩石學, petrology)은 암석과 그 형성에 대해 연구하는 지구과학·지질학의 한 분야이다.
야외 조사나 편광 현미경으로의 관찰 등에 기초를 두고 암석의 분포 상태, 구성하는 광물(조암광물)의 종류와 형상, 조직 등을 검토하는 기재 암석학(記載岩石學, petrography)이 주류였던 시대가 있었지만 후에 광물의 물리학이나 화학에 근거해 암석의 성인을 연구하는 것이 주류가 되었다. 그 목적은 광물학이나 지구화학의 연구 방법과 겹치는 부분이 많다.
고온 고압 실험 등을 통해서 암석의 생성 조건을 검토하는 연구 방법 혹은 분야를 실험 암석학(実験岩石學)이라고 한다. 일례로 감람암을 부분 융해해 현무암질의 마그마가 발생하는 것을 나타내기 위해서 천연의 감람암을 고온 고압하에서 융해해 온도, 압력 조건에 의한 융해도와 마그마 조성의 변화를 구하는 것이 있다.

## 같이 보기
- 암석, 암석 일람
- 광물학
- 광상학
- 지질학
- 지구화학